# Raritetskommittén
Rariteskommittén (RK) är en sammanslutning som bedömer ovanliga fågelobservationer i Sverige. Den bildades i början på 1970-talet efter brittisk förebild. Kommittén tar även ställning i exempelvis frågor kring taxonomi. RK drivs av Sveriges ornitologiska förening (SOF) och samarbetar med Association of European Rarities Committees (AERC), vilken är en sammanslutning för de olika europeiska ländernas raritetskommittéer.
RK har två möten per år. Varje ledamot får först själv ta ställning till de olika rapporterade observationerna. För att rapporten ska godkännas måste det medfölja en bra beskrivning av fågeln och det underlättar även om man har fotografier eller inspelat ljud. Även observatörens eller observatörernas erfarenhet och kunskap om arten tas i beaktande. Vid varje möte tas cirka 150 fynd upp. Av dessa godkänns cirka 80% och dessa kommer in sin tur att publiceras i SOF:s tidning Vår Fågelvärld.
I Sverige finns det också regionala raritetskommittéer (RRK) som först gör bedömningar av fynd i den egna regionen. 